# Sisymbrium officinale
Erísimo (Sisymbrium officinale) es una especie de planta de flores de la familia Brassicaceae. 

## Hábitat
Es natural de toda China, norte de África, Asia occidental y Norteamérica donde crece en terrenos baldíos cerca de las zonas habitadas. Es, por tanto, planta ruderal.

## Descripción
Es una planta bienal muy parecida a la mostaza. Tallo erecto, ramificado, negruzco, rugoso y piloso que alcanza 25-60 cm de altura. Las hojas de la base son pinnadas con grandes lóbulos y márgenes dentados, las hojas superiores más pequeñas y menos lobadas. Las flores son amarillas y muy pequeñas, se agrupan en espigas terminales de hasta 50 cm de longitud. Los frutos son unas vainas (silicua) erectas adosadas al tallo que contienen semillas de color amarillo y sabor áspero

## Historia
Erísimo deriva del griego y significa "yo salvo el canto", frase que se refiere a los cantantes que lo tomaban para aclarar la voz.
Hierba de los cantores deriva de la denominación francesa ya que el rey Luis XIV consideraba la planta un remedio infalible para la afonía y la pérdida de la voz.

## Medicina popular
- Diurético y estomacal.
- Oficinal antiguamente, aún se utiliza en el campo contra ronqueras y como expectorante.
- Expectorante contra afonías, faringitis, amigdalitis, bronquitis y asma.
- Debe utilizarse en gargarismo, ya que el exceso de su consumo puede provocar los síntomas de la digitalis.

## Denominación popular

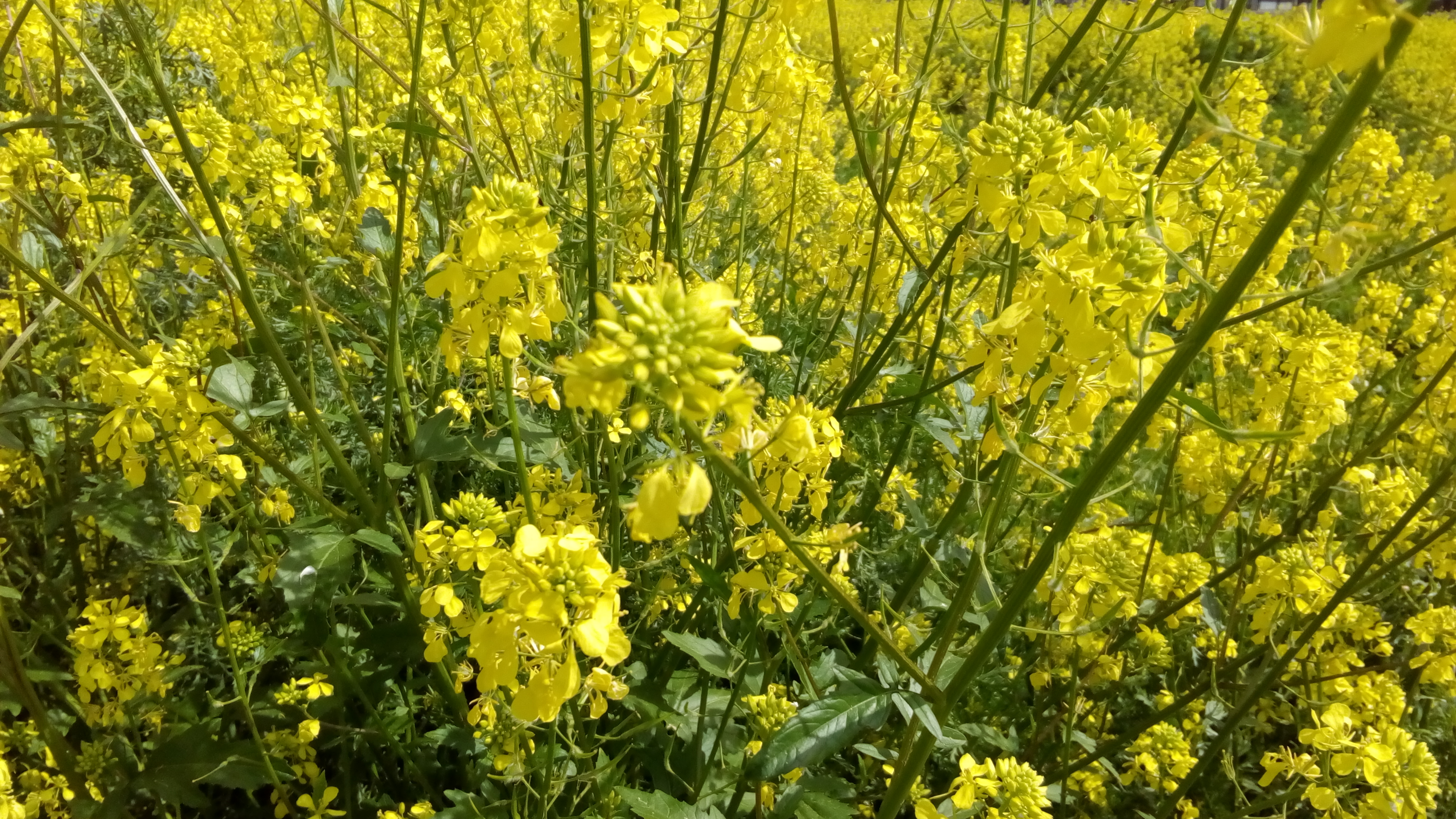
Jaramago amarillo (Sisymbrium officinale)

- Castellano: encendecandiles, erisimo de los griegos, erisimo oficinal, erísimo, erísimo oficinal, floridos, hierba de los cantores, hierba de los chantres, hierba de los predicadores, hierba del predicador, hierba de San Alberto, hierba meona, irion, irion de los latinos, jamargo, jaramago, jaramago amarillo, jaramago amarillo medicinal, jaramago espigado, morondo, negrilla, pajizo, rabanillo, rábano, rinchos, sisimbrio, xaramago, xaramago común de las paredes y linderos, xaramago de Fragoso, yerba de los cantores, yerba de los chantres, yerba de San Alberto.[1]